# Hypseus (Sohn des Peneios)
Hypseus (altgriechisch Ὑψεύς Hypseús) ist eine Figur der griechischen Mythologie. Auf Grund seiner Abstammung und geographischen Verortung gehört er zum sagenhaften Volksstamm der Lapithen.
Hypseus war ein Sohn des Flussgottes Peneios und der Najade Kreusa und der Bruder der Stilbe. Seine Geburt fand in den Schluchten des Pindos statt. Später stieg er zum König der Lapithen Thessaliens auf. Mit der Najade Chlidanope bekam er die Töchter Themisto, Astyageia, Alkaia und die Nymphe Kyrene.